# Poni (Rússia)
|  | No s'ha de confondre amb Poni. |

Poni (en rus: Пони) és un poble (un possiólok) del krai de Khabàrovsk, a Rússia, que el 2012 tenia quatre habitants. Pertany al districte rural de Komsomolsk na Amure.